# Усадище (Вяземский район)
Усадище — деревня в Вяземском районе Смоленской области России. Входит в состав Поляновского сельского поселения. Население — 27 жителей (2007). 
Расположена в восточной части области в 14 км к юго-западу от Вязьмы, в 1 км южнее автодороги Р134 «Старая Смоленская дорога» Смоленск — Дорогобуж — Вязьма — Зубцов, на берегу реки Михалевка. В 7 км севернее деревни расположена железнодорожная станция Ждановка на линии Москва — Минск. 

## История
В годы Великой Отечественной войны деревня была оккупирована гитлеровскими войсками в октябре 1941 года, освобождена в марте 1943 года.